# The King 2 Hearts
The King 2 Hearts (Koreanska: 더킹 투하츠 / 더킹2Hearts) är en sydkoreansk tv-serie av 2012, huvudrollen Ha Ji-won och Lee Seung-gi. Den sändes av MBC från 21 mars - 24 maj 2012.

## Roller
- Lee Seung-gi som Lee Jae Ha
- Ha Ji-won som Kim Hang Ah
- Jo Jung-suk (조정석) som Eun Shi Kyung
- Yoon Je-moon som Kim Bong Goo
- Lee Yoon-ji som Lee Jae Shin
- Lee Sung-min som Lee Jae Kang
- Yoon Yeo-jung som Bang Yang Seon
- Lee Soon-jae som Eun Kyu Tae
- Jung Man-shik (정만식) som Ri Kang Seok
- Kwon Hyun-sang (권현상) som Yeom Dong Ha
- Choi Kwon som Kwon Young Bae
- Lee Do-kyung som Kim Nam-il
- Jun Gook-hwan som Hyun Myung-ho
- Yum Dong-hyun som Park Ho-chul
- Lee Yeon-kyung som Park Hyun-joo